# Paren' (singolo)
Paren' (in russo Парень?) è un singolo della cantante ucraina Loboda, pubblicato il 1º dicembre 2017 su etichetta discografica Sony Music. L'autore della canzone è l'ex membro del gruppo In'-Jan Artem Ivanov. Si presumeva che la canzone sarebbe diventata il singolo principale a sostegno del prossimo album del cantante.

## Video musicale
Il video musicale della canzone è stato presentato in anteprima il 25 gennaio 2018. Il video è stato diretto dalla produttrice di Loboda Natella Krapivina e Ivan Gudkov è stato invitato come cameraman. Il ruolo principale è stato interpretato da Nazar Grabar, che era già apparso nel video di Loboda per la canzone Tvoi glaza. Nel video, Loboda appare come una fredda, appassionata e capace di tutto per il bene della sua improvvisa passione per una donna vampira.
Le riprese si sono svolte in un castello gotico. Il video utilizzava una vera pantera nera, Loboda ha detto che l'animale era fuori forma a causa del fatto che ha dovuto aspettare molto tempo per il suo rilascio, il che ha causato alcune difficoltà. Inoltre, nelle riprese è stato coinvolto un vero elicottero, a causa del quale il budget della clip è aumentato in modo significativo. Secondo i creatori, questo è uno dei videoclip più grandi e costosi nella storia dello spettacolo nazionale.

## Tracce
Testi e musiche di Artem Ivanov.
Download digitale
1. Paren' – 3:57

Download digitale
1. Paren' (DJ Antonio Remix) – 3:43

## Classifiche

### Classifiche settimanali
| Classifica (2018) | Posizione massima |
| ----------------- | ----------------- |
| Russia            | 4                 |
| Ucraina           | 17                |

### Classifiche di fine anno
| Classifica (2018) | Posizione |
| ----------------- | --------- |
| Russia            | 28        |
| Ucraina           | 86        |